# Kaïn-Ouro
Ne doit pas être confondu avec Kaïn.
Kaïn-Ouro est une localité située dans le département de Kaïn de la province du Yatenga dans la région Nord au Burkina Faso. 

## Santé et éducation
Le centre de soins le plus proche de Kaïn-Ouro est le centre de santé et de promotion sociale (CSPS) de Kaïn tandis que le centre hospitalier régional (CHR) se trouve à Ouahigouya.
Le village possède une école primaire publique.